# Bosgeuzen
Bosgeuzen of bosvrienden (in het Frans bosquets en bosquillons, ook feuillants of blitres) waren in het binnenland actieve geuzen die zich aan het begin van de Tachtigjarige Oorlog in verzetsgroepen verenigden. Het ging in hoofdzaak om calvinisten die in 1566 beelden braken en daarna, aangestuurd door de Engelse vluchtelingenkerken, de repressie door landvoogd Alva bevochten. Naast de politiek-religieuze opstandigheid was er een belangrijke component banditisme. Vanuit het Vlaamse Westkwartier en het Doornikse verspreidden de bosgeuzen zich naar Brabant, Holland en Zeeland.

## Herkomst
Na de uitvaardiging van strenge plakkaten tegen de opkomende ketterij onder landvoogdes Margaretha van Parma en de repressie van Alva tegen de opstand die met de Beeldenstorm was gepaard gegaan, hadden grote aantallen calvinisten vrijwillig of gedwongen de Habsburgse Nederlanden moeten verlaten, meestal met verbeurdverklaring van hun goederen als gevolg. Zij die het zich konden veroorloven vluchtten naar het buitenland, maar anderen verborgen zich en gaven zich over aan struikroverij. Velen trachtten zich in Engeland te vestigen, maar een groot aantal van hen bleef op zee rondvaren als zeerovende Watergeuzen die de zee en de kusten onveilig maakten. 
Volgens geschiedschrijver P.J. Blok had een groot aantal magistraten en kooplieden uit de Zeventien Provinciën die zich door de woelingen min of meer gecompromitteerd wisten – vooral lutheranen en calvinisten – al in het voorjaar van 1567 de wijk genomen naar Brittannië, naar Emden, of naar Wezel, Keulen, Frankfurt en verder. Ook onder handwerkslieden hadden zeer velen, vooral calvinisten, hun heil in de vlucht gezocht. Zij weken uit naar de Engelse steden van de oostkust: Norwich, Sandwich, Colchester, Maidstone, Hampton e.a.

## Geschiedenis
Jan Denys en Jan Camerlynck waren de eerste kapiteins van de bosgeuzen. Ze opereerden in 1566-1568 vanuit het westen van Vlaanderen. Denys leed een nederlaag bij Wattrelos en Waalse geuzen bij Lannoy. Aanvankelijk waren het vooral overlevenden van de door Filips van Noircarmes en Beauvoir uiteengejaagde calvinistische benden, die zich hergroepeerden onder Camerlynck. Ze werden aangevuld met verlopen landvolk en in de woelingen betrokken plunderaars, en wisten zich op weinig toegankelijke plaatsen in bossen en moerassen voor de regeringstroepen te verbergen voor patrouilles van het Leger van Vlaanderen dat in de overige vijftien, overwegend Spaansgezind gebleven provinciën, bleef opereren. Daar vormden zij georganiseerde bendes die er heimelijk hun verboden godsdienst beoefenden en verder uit armoe en ellende het land onveilig maakten.
In november 1567 werden brutale overvallen gepleegd op de pastoors van Houtkerke en Oostkapelle.
In januari 1568 deed een klein aantal uitgewekenen vanuit Engeland onder predikant Jan Michiels een nieuwe aanval op West-Vlaanderen, waar ze werden uiteengedreven. Maar degenen die overbleven sloten zich bij de bosgeuzen aan en plunderden er kerken en kloosters. 
Met de dood van Hendrik van Brederode in februari 1568 en de vlucht van Jan Camerlynck naar Engeland, eindigde de terreur van de bosgeuzen. Alle prominente geuzen bereidden vanuit de omringende landen zich onder leiding van Willem van Oranje voor op de volgende fase om de Nederlanden te bevrijden.
Toen de watergeuzen bij de Geuzenopstand eenmaal definitief voet aan wal hadden gezet door in een aantal Hollandse en Zeeuwse steden (zoals Den Briel, Vlissingen, Veere, Rotterdam, Dordrecht, Schoonhoven enz.) de magistraten onder druk te zetten of te vermoorden, verspreidde hun opstandige beweging zich vrij snel, vooral nadat Willem van Oranje (tot 1567 stadhouder van Holland, Zeeland en Utrecht en in 1568 leider van anti-Spaanse invasie) zich bij hen aansloot en de leiding van de hele opstand op zich trachtte te nemen. 
Een groep bosgeuzen onder leiding van Jacob Blommaert slaagde er - op vraag van Willem van Oranje - in om op 7 september 1572 Oudenaarde in te nemen en dat zes weken te behouden alvorens regeringstroepen het heroverden. Een maand later moest hij vluchten voor de troepen van Alva en kwam daarbij om het leven. Deze korte verovering wordt beschouwd als het laatste wapenfeit van de bosgeuzen.